# Erythrina herbacea
Erythrina herbacea, cuyo nombre común es "colorín", es un arbusto o pequeño árbol que se encuentra en el sudeste de los Estados Unidos, nordeste de México y en El Salvador. También se han registrado en otros países de Centroamérica y como una especie introducida en Pakistán.   

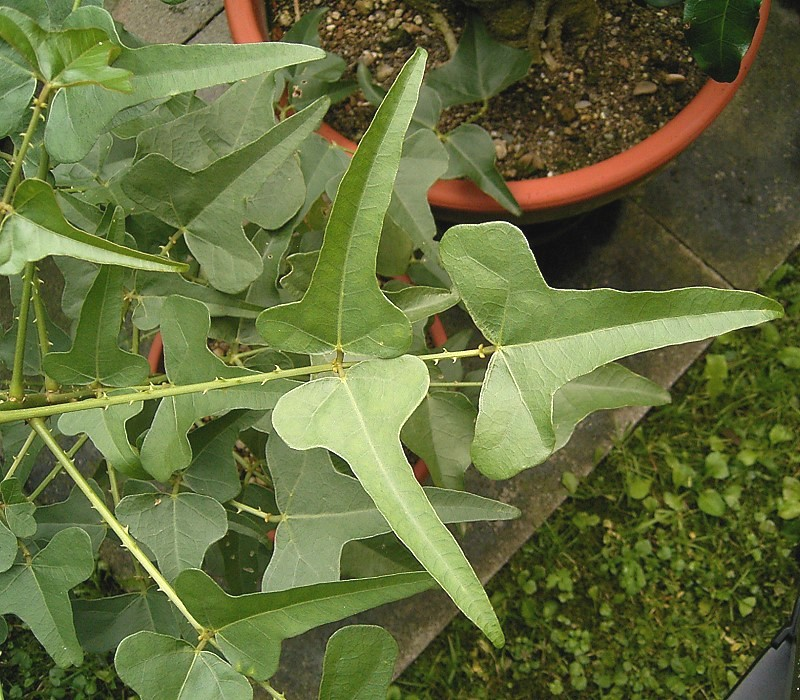
Detalle de las hojas

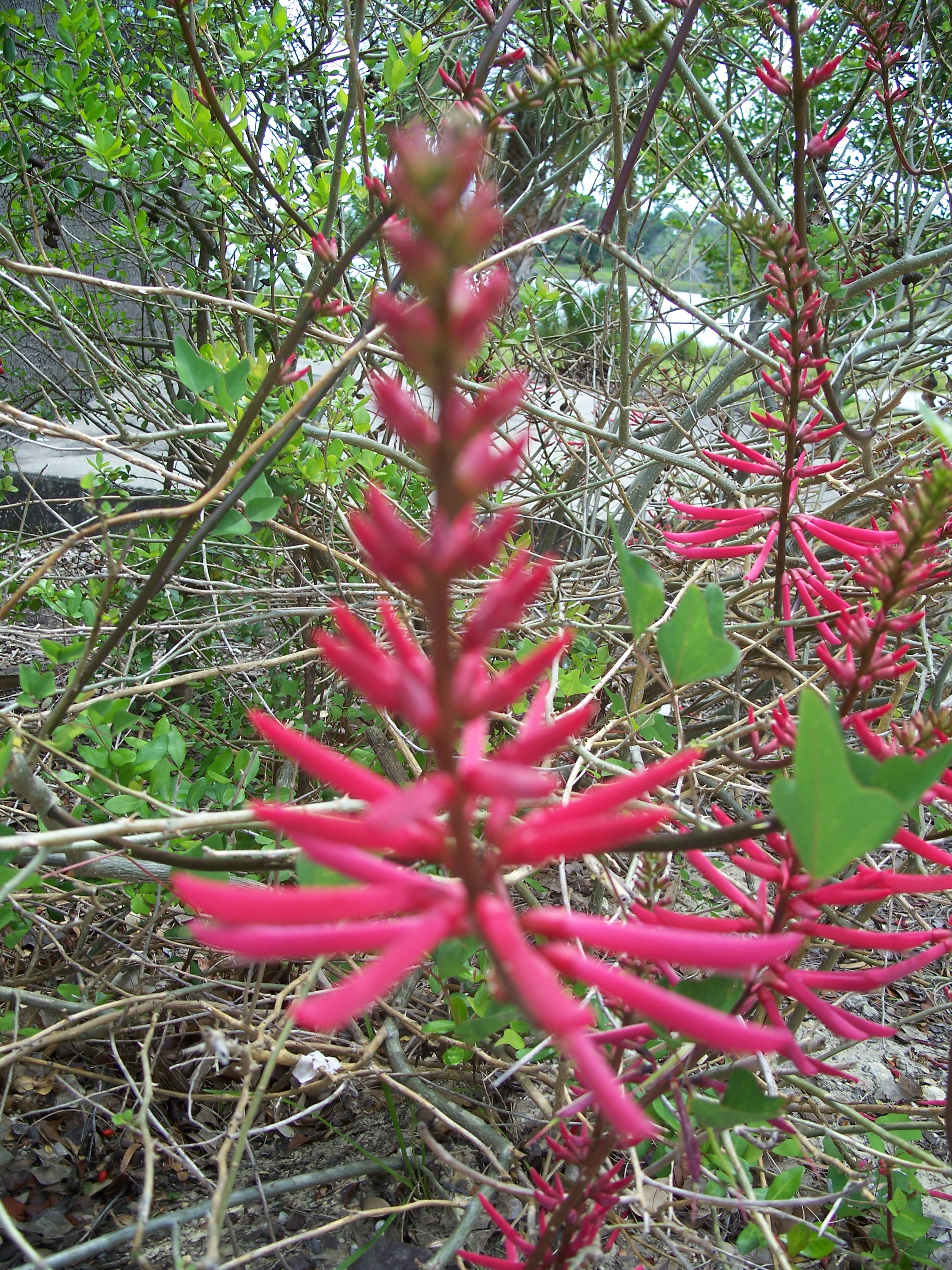
Inflorescencia

## Descripción
La especie crece como un bajo arbusto o pequeño árbol, que alcanza unos 5 m de altura en las zonas en que no le afecta la congelación; en otros lugares sólo se puede llegar a 1,2 m. Los tallos están cubiertos en espinas curvas. Las hojas son de color verde amarillento, de 15-20 cm de largo y 6 cm de ancho. Las hojas están divididas en tres foliolos con forma de punta de flecha. La corteza es lisa y de color gris claro. Las flores son tubulares y de color rojo brillante y crecen en largo racimos, cada flor tiene 4-6.5 cm de largo, y florece entre abril y julio, seguidos de las vainas de color rojo brillante que contienen las semillas, de la que el árbol recibe su nombre.

## Hábitat
Erythrina herbacea crece mejor en la arena de los suelos y tiene una moderada tolerancia a la sal. Se puede encontrar en bosques abiertos, claros del bosque y zonas alteradas.

## Toxicidad
Tóxicos alcaloides, incluyendo erysopina, erysotiopina, erysotiovina, erisovina, erytrinina, erytroresina, coralina, y ácido erytrico hipaforina, se encuentran en toda la planta. Estos causan parálisis tras la ingestión, al igual que el curare.

## Ecología

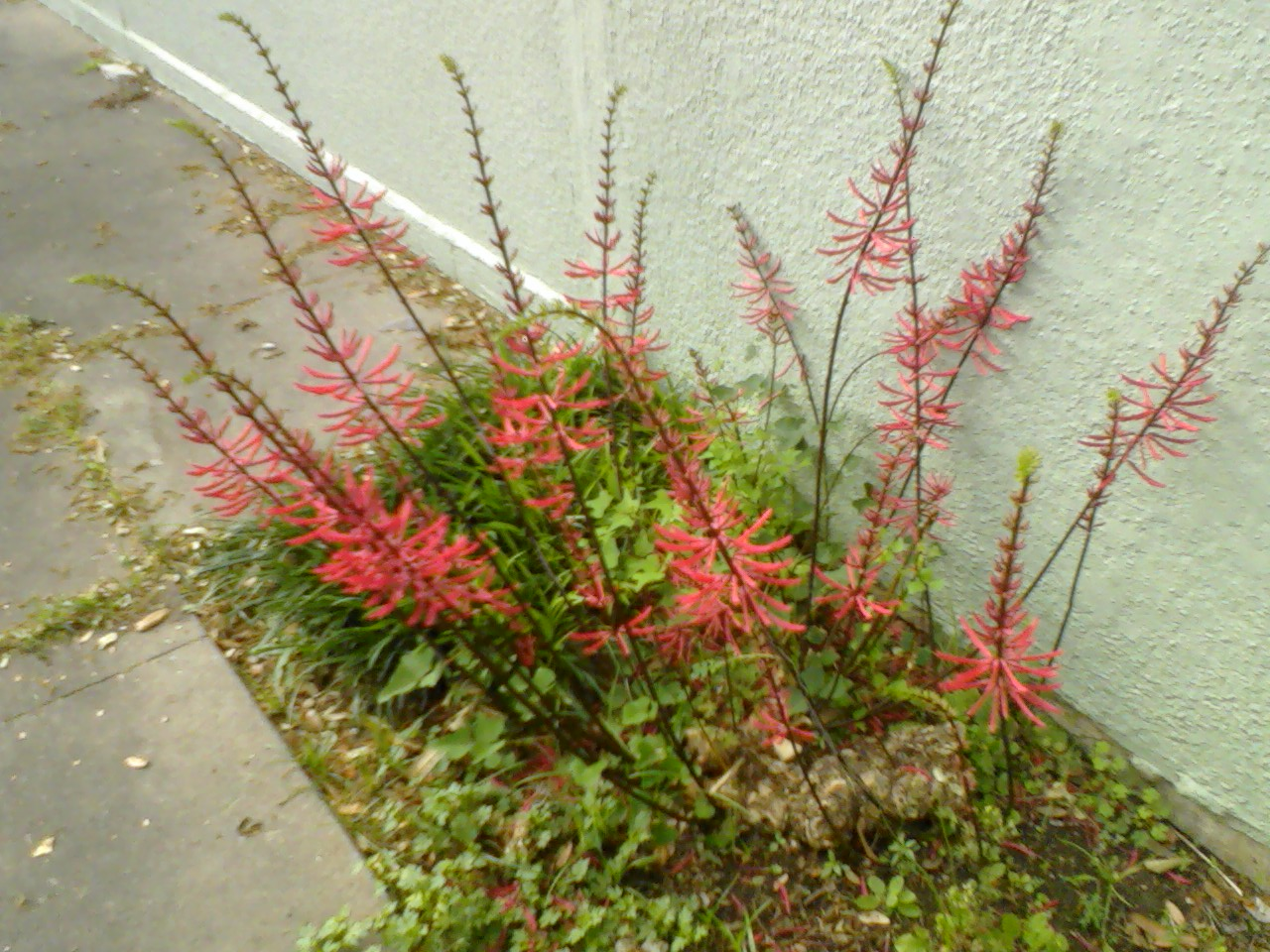
Colorines, machetitos machete Erythrina americana plant from Texas

Esta variedad florece durante la estación seca (abril) en muchas partes, y la planta es muy popular entre los colibríes por el color rojo brillante, la planta oscila entre unos pocos pies del suelo a 5 metros de altura de los árboles.
La primera representación de este árbol en América es en el Códice florentino, en el siglo XVII, también Francisco Hernández de Toledo comentó: "El jugo de las flores de este árbol, da a los niños induce somnolencia y sueño"
Otros sitios explica que aunque la flor es comestible, ( 2 ) las semillas y todo lo demás en el árbol es altamente tóxico, en México, el semillas molidas se utilizan como veneno para ratas y la corteza se utiliza como veneno para peces.

## Usos
La flor es comestible, este árbol es muy popular entre los niños que utilizan las flores como un pequeño cuchillo para apuñalarse unos a otros. Las semillas molidas y la corteza se usan como veneno. El árbol también se utiliza para hacer los artesanías tradicionales en muchos estados de México, como máscaras de baile tradicionales ( 3 ) y también se utiliza como poste de la cerca en muchas partes de Veracruz, México, es un árbol hermoso y robusto, algunas variedades incluso toleran el frío.
En El Salvador es parte de la gastronomía y se le conocen localmente como Pitos, existen diversas recetas tradicionales como los Pitos en Alhuashte, Pitos con huevo, Pitos en sopa de frijoles, etc..
Las variedades altas de esta planta rara vez se utilizan como planta de jardín, pero las variedades enanas son utilizadas como plantas de jardín, ya que toleran las heladas, toleran el calor y provienen de lugares secos, y florecen temprano y atraer colibríes.

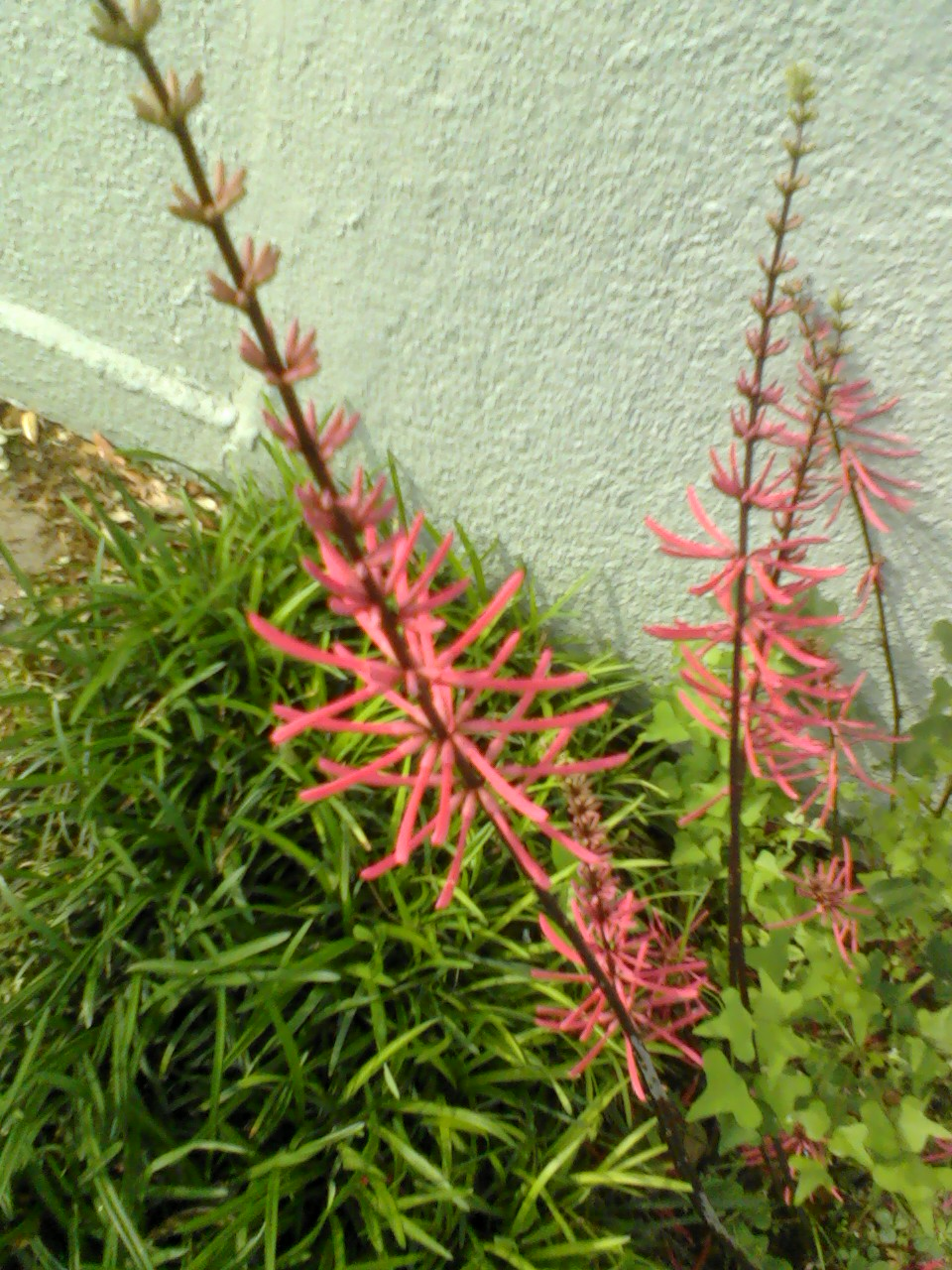
Colorines, machetitos machete Erythrina americana en Texas

Erythrina herbacea puede ser fácilmente cultivado en jardines dentro de su área de distribución natural. Aunque su uso en los jardines no es muy común, es popular entre los que crecen como una fuente de color de principio de temporada, por su rusticidad (Zonas USDA 7.10), y porque atrae a los colibríes.

## Taxonomía
Erythrina herbacea fue descrita por Carlos Linneo y publicado en Species Plantarum 2: 706. 1753.
Etimología
Erythrina: nombre genérico que proviene del griego ερυθρóς (erythros) = "rojo", en referencia al color rojo intenso de las flores de algunas especies representativas.
herbacea: epíteto latino que significa "herbácea".
Sinonimia
- Erythrina arborea Small[1]
- Corallodendron herbaceum (L.) Kuntze
- Erythrina arborea (Chapm.) Small
- Erythrina hederaefolia Spreng.
- Erythrina herbacea var. arborea Chapm.
- Erythrina humilis Salisb.
- Erythrina rubicunda Jacq.
- Xyphanthus hederifolius Raf.[12][15]